# 김동주 (언론인)
김동주(金東柱, 1998년 6월 1일~)는 대한민국의 언론인이다.

## 개요
김동주는 1998년 6월 1일 충청북도 제천시에서 1남 1녀 중 둘째로 태어났다. 2011년 강원도 강릉시 강남동에 있는 노암초등학교를 졸업했으나 2012년에 강원도 강릉시 교동에 있는 솔올중학교를 중퇴했다. 2014년에 중학교 졸업 학력 검정고시에 합격했고 2019년에 강원도 횡성군에 있는 현천고등학교를 졸업하였다.
2021년에 강릉원주대학교 철학과에 입학하여 재학중이다.
2015년부터 청소년,청년 언론사 수완뉴스를 창업하여 2023년 현재까지 대표로 재직하고 있으며, 2017년부터 2019년까지 옹기종기 사회적협동조합 발기인으로 참여하기도 하였으며, 2017년부터 2018년까지 주식회사 DS미디어 공동대표이사를 지냈다.
2021년부터 수완뉴스랩스의 프로젝트 매니저로 재직 중이었으나, 연구소는 폐쇄되어 퇴직한 것으로 보인다.

## 학력
- 2005년~2011년 노암초등학교 졸업
- 2011년~2012년 솔올중학교 중퇴
- 2014년 중학교 졸업학력 검정고시 합격
- 2016년~2019년 현천고등학교 졸업
- 2021년~ 강릉원주대학교 철학과 재학

## 경력
- 2015년 2월 수완뉴스 대표
- 2014년 12월 ~ 2015년 2월 수완뉴스 제호모집위원회 위원장
- 2017년 ~ 2019년 옹기종기 사회적협동조합 발기인
- 2017년 ~ 2018년 (주)DS미디어 공동대표이사[2]
- 2021년 ~ 2024년 수완뉴스랩스 프로젝트 매니저